# Vancouver Kingsway
Circonscription électorale fédérale du Canada
Vancouver Kingsway est une circonscription électorale fédérale canadienne de la Colombie-Britannique.

## Circonscription fédérale
La circonscription se situe au sud-ouest de la Colombie-Britannique et représente des quartiers de l'est de Vancouver.
Les circonscriptions limitrophes sont :
- au nord : Vancouver-Est
- à l'est : Burnaby Central
- au sud : Vancouver Fraserview—Burnaby-Sud
- à l'ouest : Vancouver Granville[3].

## Historique
La circonscription est initialement créée en 1952 à partir de Vancouver-Sud. Elle est supprimée et répartie entre Burnaby—Kingsway, Vancouver-Est, Vancouver Quadra et Vancouver-Sud en 1987, avant d'être à nouveau créée en 1996 à partir des circonscriptions dans lesquelles elle fut démantelée.
Lors du redécoupage électoral de 2022, la circonscription est légèrement agrandie aus dépens de Vancouver-Sud.

## Députés
1953-1988
| Parlement                                                                             | Années    | Députés             | Députés              | Parti                     |
| ------------------------------------------------------------------------------------- | --------- | ------------------- | -------------------- | ------------------------- |
| Vancouver Kingsway Issue de Vancouver-Sud                                             |           |                     |                      |                           |
| 22e                                                                                   | 1953–1957 |                     | Angus MacInnis       | Social-démocrate          |
| 23e                                                                                   | 1957–1958 | Alexander Macdonald |                      | Social-démocrate          |
| 24e                                                                                   | 1958–1962 |                     | John Ferguson Browne | Progressiste-conservateur |
| 25e                                                                                   | 1962–1963 |                     | Arnold Webster       | Néo-démocrate             |
| 26e                                                                                   | 1963–1965 |                     | Arnold Webster       | Néo-démocrate             |
| 27e                                                                                   | 1965–1968 | Grace MacInnis      |                      | Néo-démocrate             |
| 28e                                                                                   | 1968–1972 | Grace MacInnis      |                      | Néo-démocrate             |
| 29e                                                                                   | 1972–1974 | Grace MacInnis      |                      | Néo-démocrate             |
| 30e                                                                                   | 1974–1979 |                     | Simma Holt           | Libéral                   |
| 31e                                                                                   | 1979–1980 |                     | Ian Waddell          | Néo-démocrate             |
| 32e                                                                                   | 1980–1984 |                     | Ian Waddell          | Néo-démocrate             |
| 33e                                                                                   | 1984–1988 |                     | Ian Waddell          | Néo-démocrate             |
| Redistribuée parmi Burnaby—Kingsway, Vancouver-Est, Vancouver Quadra et Vancouver-Sud |           |                     |                      |                           |

Depuis 1997
| Parlement                                                                              | Années        | Députés       | Députés      | Parti         |
| -------------------------------------------------------------------------------------- | ------------- | ------------- | ------------ | ------------- |
| Recréée à partir de Burnaby—Kingsway, Vancouver-Est, Vancouver Quadra et Vancouver-Sud |               |               |              |               |
| 36e                                                                                    | 1997–2000     |               | Sophia Leung | Libéral       |
| 37e                                                                                    | 2000–2004     |               | Sophia Leung | Libéral       |
| 38e                                                                                    | 2004–2006     | David Emerson |              | Libéral       |
| 39e                                                                                    | 2006–2006     | David Emerson |              | Libéral       |
| 39e                                                                                    | 2006-2008     | David Emerson |              | Conservateur  |
| 40e                                                                                    | 2008–2011     |               | Don Davies   | Néo-démocrate |
| 41e                                                                                    | 2011–2015     |               | Don Davies   | Néo-démocrate |
| 42e                                                                                    | 2015–2019     |               | Don Davies   | Néo-démocrate |
| 43e                                                                                    | 2019–2021     |               | Don Davies   | Néo-démocrate |
| 44e                                                                                    | 2021–2025     |               | Don Davies   | Néo-démocrate |
| 45e                                                                                    | 2025-en cours |               | Don Davies   | Néo-démocrate |

## Résultats électoraux
Modèle:Élection générale canadienne de 2025 — Vancouver Kingsway
|       | Candidat        | Parti              | # de voix | % des voix |
|       | Jojo Quimpo     | Conservateur       | +09 538,  | 21,01 %    |
|       | Steve Kou       | Libéral            | +12 625,  | 27,81 %    |
|       | (X) Don Davies  | NPD                | +20 763,  | 45,74 %    |
|       | Catherine Moore | Vert               | +01 476,  | 3,25 %     |
|       | Kimball Cariou  | Communiste         | +00445,   | 0,98 %     |
|       | Donna Petersen  | Marxiste-léniniste | +00081,   | 0,18 %     |
|       | Matt Kadioglu   | Parti libertarien  | +00468,   | 1,03 %     |
| Total | Total           | Total              | 45 396    | 100 %      |

|       | Candidat       | Parti              | # de voix | % des voix |
|       | Trang Nguyen   | Conservateur       | +13 157,  | 28,1 %     |
|       | Wendy Yuan     | Libéral            | +07 796,  | 16,65 %    |
|       | (x) Don Davies | NPD                | +23 452,  | 50,08 %    |
|       | Louise Boutin  | Vert               | +01 860,  | 3,97 %     |
|       | Kimball Cariou | Communiste         | +00210,   | 0,45 %     |
|       | Donna Peterson | Marxiste-léniniste | +00078,   | 0,17 %     |
|       | Matt Kadioglu  | Libertarien        | +00275,   | 0,59 %     |
| Total | Total          | Total              | 46 828    | 100 %      |

|       | Candidat       | Parti              | # de voix | % des voix |
|       | Salomon Rayek  | Conservateur       | +12 417,  | 27,43 %    |
|       | Wendy Yuan     | Libéral            | +13 134,  | 29,02 %    |
|       | Don Davies     | NPD                | +15 933,  | 35,2 %     |
|       | Doug Warkentin | Vert               | +03 031,  | 6,7 %      |
|       | Kimball Cariou | Communiste         | +00291,   | 0,64 %     |
|       | Donna Peterson | Marxiste-léniniste | +00149,   | 0,33 %     |
|       | Matt Kadioglu  | Libertarien        | +00309,   | 0,68 %     |
| Total | Total          | Total              | 45 264    | 100 %      |